# كيشيون
الكيشيون أو الكاسيون هم سلالة قديمة حكمت بلاد الرافدين من بابل بعد انهيار دولة بابل الأولى سنوات 1531 ق.م إلى 1155 ق.م. أول مرة ورد فيها اسم الكاشيين كان في السنة التاسعة من حكم الملك البابلي شمشو إيلونا (1749 – 1712 ق م). ولم يتمكن الملوك الأوائل من الكاشيين من فتح بلاد بابل إلى ان تيسر لملكهم (آكوم الثاني) في نحو عام (1580 ق م) -أو حسب تقدير آخر في نحو عام (1532 ق م) - من النزول من خلوان في إيران الحالية على طريق خانقين ثم إلى أواسط وجنوبي بلاد الرافدين. واحتل آكوم الثاني مدينة بابل بعد تراجع الحثيين عنها وأسس فيها سلالة كاشيه ورثت جميع ممتلكات الدولة البابلية القديمة، ولقب نفسه ملك أكاد وبابل إضافة إلى ألقاب أخرى كثيرة. وقد ذكر ثبوت 36 ملك من هذه السلالة، حكموا زهاء 576 سنة؛ يقدّرها المؤرخون المعاصرون من نحو عام 1680 حتى 1157 قبل الميلاد، إلا أن حكمهم في جنوبي العراق دام حوالي 400 سنة (1580 – 1157 ق م) أو (بين 1532 – 1160 ق م).

## تاريخ الكيشيين
حكمت سلالة الكيشيين بابل في العصر البرونزي، وكان مركز السلالة في دور كوريغالزو.
لم يقم الملوك الأوائل من الكشيين بأعمال تستحق الذكر إلا أن بعضهم شيد المعابد في بابل والمدن الجنوبية وذكر اسمه مطبوعا على آجرها واستولى (أو لمبرياش) في نحو عام عام (1500 ق م) على بلاد البحر عندما كان ملكها (ايا كاميل) يحارب في بلاد عيلام. وقمع بعضهم الفتن لاسيما في بلاد القطر البحري

### كراينداش (1445 – 1427 ق م)
لقب نفسه ملك مدينة بابل وملك سومر واكاد وملك الكشيين وملك بلاد بابل. وكانت تسمى آنذاك «كرديناش». عاصر (آشور بيل نيشيشو) وفي عهده وصل تحتمس الثالث ملك مصر إلى الفرات في نحو عام (1457 ق م). وله معبد ضخم في مدينة الوركاء شيده للالهة (انين) وجداره مبني بالآجر ومزدان بصور ناتئة لآلهة، ويقدر زمنه في نحو (1430 ق م)

### كوريغالزو الأول
عاصر أمنحتب الثاني الذي حكم في مصر عام (1438 – 1412 ق م). شيد كوريغالزو الأول عاصمة جديدة له سماها باسمه وتعرف أطلالها اليوم باسم عقرقوف وهي تقع حاليا نحو 25 كيلومترا إلى الشمال الغربي من بغداد. نقبت في هذه المدينة مديرية الآثار العراقية، وكشفت فيها عن معابد المدينة التي تحيط بالزقورة الشاهقة القائمة حتى يومنا هذا لعبادة «إنليل»، وأظهرت الحفريات قصور الملوك التي عثر فيها وفي محلات أخرى من المدينة على آثار كاشية كثيرة يشاهد الزائر بعضها في القاعة الخامسة من المتحف العراقي.

### كدش مان انليل
الذي عاصر امنوفيس الثالث فرعون مصر في نحو عام (1412 – 1364 ق م).

### برنابرش الثاني (1375 – 1347 ق م)
الذي عاصر أخناتون فرعون مصر في نحو عام (1364 – 1347 ق م).

### كدشمان خربا الثاني
الذي عاصر آشور اوبلط الأول في نحو عام (1365 – 1330 ق م).

## نهاية الدولة
وكانت في هذه الفترة مراسلات دبلوماسية بعث بها ملوك كاشيين للفراعنة المصريين، حول قضايا سياسية وتجارية، تبودلت فيها الهدايا والنساء. وقد وجدت هذه الرسائل بهيئة ألواح من الطين مكتوبة بالخط المسماري وباللغة البابلية، ضمن مجموعة رسائل تل العمارنة (بين نحو 1430 و1330 قبل الميلاد) في مصر، ويقدر زمنها من القرن الرابع عشر قبل الميلاد. كما أن أخبارا أخرى وجدت مدونة على ألواح من الطين حول العلاقات الدولية بين الكشيين والآشوريين، وكانت حينذاك منازعات ومصادمات مستمرة بين الميتانيين والآشوريين والكشيين حول رقعة الأرض في القسم الأوسط من العراق الحالي من الجبال الشرقية حتى الفرات الأعلى. استمرت هذه المنازعات زمنا طويلا إلى أن تفوقت المملكة الآشورية وتمكنت من ايقاف زحف الاراميين من الغرب وقضت على الميتانيين في الجنوب وحاربت الكاشيين في بلاد بابل. وكان الكاشيون حينذاك ضعفاء يحكمون بابل والاطراف المجاورة لها فقط.
وفي زمن إنليل نادين أخي آخر الملوك الكاشيين في عام (1157 ق م) ضعفت المملكة الكاشية كثيرا، فهجم القائد العيلامي «شوترك ناخنتي» على بلاد بابل وفتح المدن وخربها وقضى على آخر ملوك الكشيين. ونقل العيلاميون من بابل والمدن الأخرى غنائم لا تحصى وأسلابا كثيرة من تماثيل الالهة والمسلات وكنوز المعابد؛ وكثيرا من هذه الغنائم عثرت عليها بعثة التنقيب الفرنسية التي كانت تشتغل في سوسا عاصمة العيلاميين في إيران عام 1902. ومن جملة ما عثر عليه مسلة حمورابي الشهيرة ومسلة نرامسن، ومئات من حجارات الحدود المنقوشة برموز الالهة.

## أصل الكيشيين
أصول الكيشيين من جبال زاغروس في إيران حاليا، ولا تربطهم أية صلة مع الأقوام الإيرانية الذين سكنوا المنطقة لاحقا؛ مثل الفرس، والذين بقوا في جبال زاغروس استطاعوا الحفاظ على خصوصيتهم واستقلالهم، ولم يخضعوا لا لسلطة الفرس ولا لسلطة ألكسندر المقدوني اليوناني؛ حسب المصادر اليونانية من المؤرخين القدماء.

## الملوك
ملاحظة: القائمة غير مؤكدة حتى أغوم الثاني على الأقل ، أوائل ملوك هذه السلالة ابتداء من الملك غانداش وحتى آغوم الثاني قد حكموا خارج بابل وأن السلالة الكاشية بدأ حكمها ابتداء من الملك ( آغوم الثاني ) الذي انتهز فرصة الغزو الحيثي لبابل فزحف الي بابل وحررها .

### الملوك الاوائل (ماقبل تحرير بابل)
1- غانداش حكم لمدة 26 سنة .
2- آغوم الأول حكم لمدة 22 سنة .
3- كاشتلياش الأول حكم لمدة 22 سنة .
4- تضيف قائمة الملوك البابليين (أ) ملكًا بين كاشتلياش الأول وأبي-رتاش، لكن القائمة تالفة والاسم غير محفوظ. تغفل قائمة الملوك المتزامنة هذا الرقم.
5- أبي-رتاش حكم لفترة مجهولة .
6- كاشتلياش الثاني حكم لفترة مجهولة .
7- أور-زيكرماش حكم لفترة مجهولة .
8- حربي-شباك حكم لفترة مجهولة .
9- تبتازكي حكم لفترة مجهولة .
ومن ثم أتى آغوم الثاني وحرر بابل من الحيثيين واستعاد تمثال مردوخ الذي سرقه الحيثيين قديماً .

### الحكام الكيشيون في بلاد بابل
1- آغوم الثاني من انجازاته تحرير بابل واعادة تمثال مردوخ الى بابل .
2- بورنا بورياش الأول من انجازاته اقامة معاهدة مع بوزور آشور الثالث ملك آشور .
3- كشتيلياش الثالث وهو ابن بورنا بورياش الأول وحفيد الملك آغوم الثاني .
4- أولام بورياش من اهم انجازاته غزو سلالة القطر البحري الأولى .
5- أغوم الثالث وكادشمان-ساه قد يكون هناك حملات محتملة اثناء حكمهم ضد "سلالة القطر البحري" و"ودلمون"
لم يظهر كاداشمان-ساه في قوائم الملوك. الدليل الوحيد على وجوده هو ألواحٌ تعود إلى عهد "أغوم وكاداشمان-ساه"، مما يُشير إلى أنه كان ملكًا، وكان هناك نوعٌ من الحكم المشترك. من المُحتمل أنه كان حاكمًا انتقاليًا ذا سلطة محلية فقط.
6- كاراينداش الذي اقام معاهدة مع آشور بيل نشيشو ملك آشور .
7- كادشمان هاربي الأول الذي اقام حملة ضد السوتيانيين .
8- كوريغالزو الأول مؤسس دور كوريجالزو والمعاصر لتحتمس الرابع .
9- كادشمان إنليل الأول وهو معاصر لأمينوفس الثالث صاحب رسائل تل العمارنة المصرية .
10- بورنا بورياش الثاني وهو معاصر الملك المصري أخناتون وقد تزوج بابنة الملك الآشوري آشور أوباليط الأول .
11- كارا-هارداش وهو حفيد آشور أوباليط الأول ملك آشور .
وقد قتله المغتصب نازي-بوغاش وحكم بابل عام ١٣٣٣ قبل الميلاد، والذي ينتمي إلى عائلة كيشية أصيلة، وقد قاد ثورةً معاديةً للأجانب ضد الملك كارا-هارداش، الذي يعد نصف الآشوري، فقتله واغتصب العرش لنفسه. إلا أنه قُتل في معركة مع جد كارا-هارداش، الملك الآشوري آشور أوباليط الأول، الذي نصّب كوريغالزو الثاني على العرش.
12- كوريغالزو الثاني وهو ابن الملك بورنا بورياش الثاني .
13- نازي ماروتاش وهو معاصر لأداد نيراري الأول ملك آشور .
14- كادشمان تورغو وهو معاصر هاتوسيلي الثالث ملك الحيثيين .
15- كادشمان إنليل الثاني وهو ايضاً كان معاصراً لهاتوسيلي الثالث ملك الحيثيين .
16- كودور إنليل الذي عاصر عصر النهضة في نيبور .
17- شاغاراكتي شورياش وهو ابن كودور إنليل .
18- كشتيلياش الرابع وقد تم عزله من قبل توكولتي نينورتا الأول ملك آشور .
19- إنليل نادين شومي وقد تم عزله من قبل الملك العيلامي .
20- كادشمان هاربي الثاني وقد حكم تقريباً سنة 1223 قبل الميلاد .
21- أداد شوما إيدينا وقد حكم من 1222–1217 قبل الميلاد .
22- أداد شوما أصر الذي أرسل رسالة فظة إلى آشور نيراري الثالث ملك آشور .
23- ميلي شيباك الثاني وهو ابن أداد شوما أصر .
24- مردوخ أبلا إيدينا الأول وهو ابن ميلي شيباك الثاني .
25- زابابا شوما إيدينا وقد هُزم على يد شوتروك-ناهونتي ملك عيلام .
26-  إنليل نادين أخي وهو آخر ملوك السلالة الكاشية .

## اللغة
اللغة الكيشية لغة معزولة، بمعنى أنها لا تمتلك أية قرابة أو نسب إلى غيرها من اللغات، وهذا يعني أنها ليست من اللغات الآرية أو السامية، وهي تمثل لغة مستقلة كما هو الحال في اللغتين السومرية والعيلامية؛ تقليدا للثقافة البابلية عموما.